# Зерекла (приток Садака)
Зерекла (в верховье Дальняя Зерекла) — река в России, протекает в Матвеевском районе Оренбургской области.
Исток реки находится к северо-востоку от села Радовка Матвеевского района Оренбургской области. Является левобережным притоком реки Садак, её устье находится в 59 км от устья реки Садак, к северо-востоку от посёлка Садак. Длина реки составляет 11 км.

## Данные водного реестра
По данным государственного водного реестра России относится к Камскому бассейновому округу, водохозяйственный участок реки — Дёма от истока до водомерного поста у деревни Бочкарёва, речной подбассейн реки — Белая. Речной бассейн реки — Кама.
Код объекта в государственном водном реестре — 10010201312111100024335.